# Елизабет Бойл
Елизабет Бойл (на английски: Elizabeth Boyle) е американска писателка на бестселъри в жанра любовен роман.

## Биография и творчество
Елизабет Бойл е родена на 11 ноември 1961 г. в Ню Йорк, САЩ. Пише разкази още като малка и винаги е искала да бъде писателка на любовни романи, тъй като са нейно любимо четиво. След дипломирането си започва да работи като специалист по антипиратството в Северна Америка към компания „Майкрософт“. Участва в акции на ФБР и митническите служби на КАЩ и Канада. Продължава да пише вечер и през почивните дни и завършва 4 ръкописа преди да бъде приет първия ѝ роман.
През 1997 г. е издаден първия ѝ любовен роман „Brazen Angel“ от поредицата „Брейзън“. С него прави изключително успешен дебют на литературния пазар и е удостоена с наградата „Dell Diamond“ за дебют и престижната награда „РИТА“ за дебютен исторически любовен роман. След него тя напуска работата си и се посвещава на писателската ки кариера.
Произведенията на писателката са почти неизменно в списъците на бестселърите на „Ню Йорк Таймс“. Номинирани са постоянно за различни награди. Романите ѝ „No Marriage of Convenience“ и „Mad About the Duke“ са удостоени с годишните награди на списание „Romantic Times“, а през 2007 г. е удостоена с награда за цялостно творчество за иновативни исторически любовни романи от списание „Romantic Times“.
Омъжена е за Терънс Бойл, с когото имат двама сина.
Елизабет Бойл живее със семейството си в Сиатъл, щат Вашингтон. Много обича да пътува и да готви здравословно.

## Произведения

### Самостоятелни романи
- No Marriage of Convenience (2000)
- Mad About the Major (2015)
- Chessy's Wedding (2018)

### Серия „Брейзън“ (Brazen)
1. Brazen Angel (1997) – награда „РИТА“ за исторически любовен роман
2. Brazen Heiress (1998)
3. Brazen Temptress (1999)

### Серия „Семейство Денвърс“ (Danvers Family)
1. Once Tempted (2001)
2. One Night of Passion (2002)
3. Stealing the Bride (2003)
4. It Takes a Hero (2004)
5. The Matchmaker's Bargain (2005) в „Hero, Come Back“

### Серия „Ергенски хроники“ (Bachelor Chronicles)
1. Something About Emmaline (2005)
Идеалната съпруга – фен превод
2. This Rake of Mine (2005)
Съдбовна целувка – фен превод
3. Love Letters From a Duke (2007)
4. Confessions of a Little Black Gown (2009)
5. Memoirs of a Scandalous Red Dress (2009)
6. How I Met My Countess (2009)
7. Mad About The Duke (2010)
8. Lord Langley Is Back in Town (2011)
9. Mad About The Major (2015)

### Серия „Марлоу“ (Marlowe)
1. His Mistress By Morning (2006)
2. Tempted By the Night (2008)

### Серия „Ергенски хроники: Вдовиците Стандън“ (Bachelor Chronicles: the Standon Widows)
1. How I Met My Countess (2009)
2. Mad About the Duke (2010)

### Серия „Рими с любов“ (Rhymes With Love)
1. Along Came a Duke (2012)
2. And the Miss Ran Away With the Rake (2012)
3. If Wishes Were Earls (2013)
4. The Viscount Who Lived Down The Line (2014)
5. The Knave of Hearts (2016)
6. Six Impossible Things (2017)

#### Съпътстващи издания
- Have You Any Rogues? (2013)

### Новели
- Cynders & Ashe (2014)

### Сборници
- Hero, Come Back (2005) – с Кристина Дод и Стефани Лорънс
- Four Weddings and a Sixpence (2016) – с Джулия Куин, Лора Лий Гюрке, Стефани Слоун

В България има само фен-преводи на авторката.